# Juancho E. Yrausquin Airport
Juancho E. Yrausquin Airport (IATA:SAB, ICAO:TNCS) är en flygplats på ön Saba i Karibiska Nederländerna.. Den är uppkallad efter politikern Juancho Irausquin och invigdes 1963.

## Flygrelaterat
Flygplatsen har världens kortaste landningsbana som används för reguljärt passagerarflyg. Banan är 396 meter lång. Vanligen används flygplansmodellen DHC Twin Otter som tar 19 passagerare. Flygningar går till regionens huvudflygplats på ön Sint Maarten och andra öar i närheten såsom Gustav III:s flygplats.

## Galleri

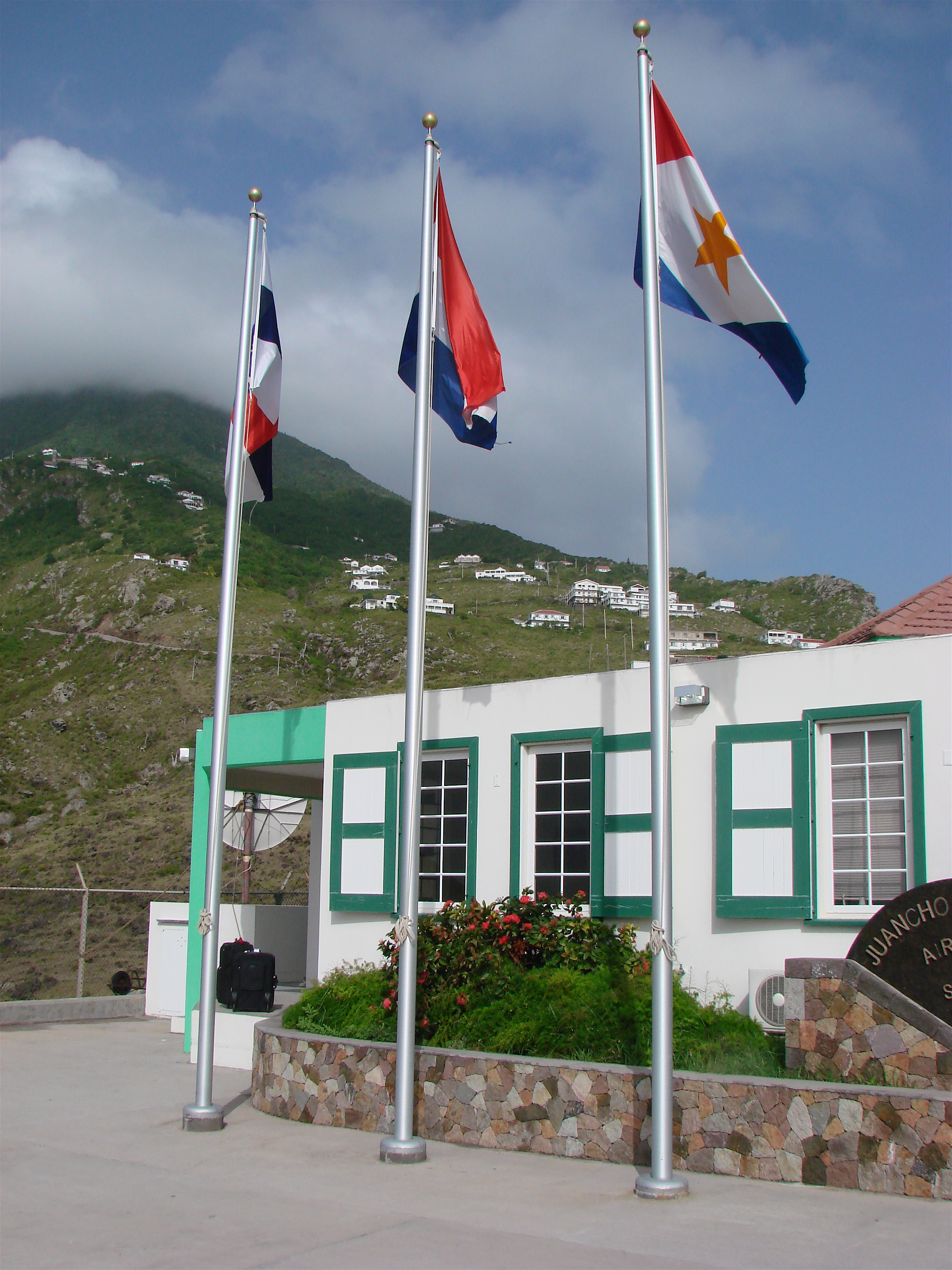
Terminalen.
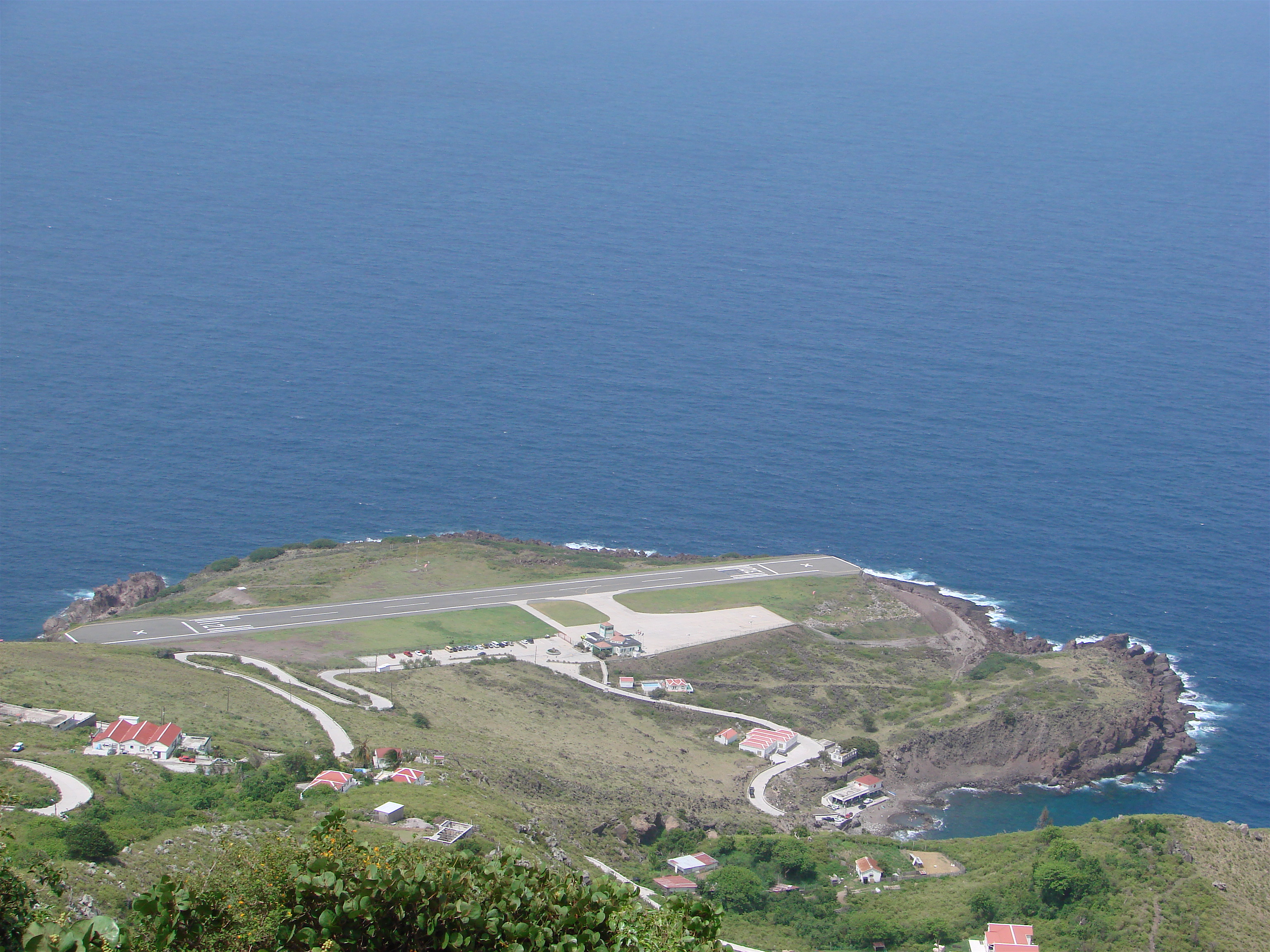
Panorama från bergen.
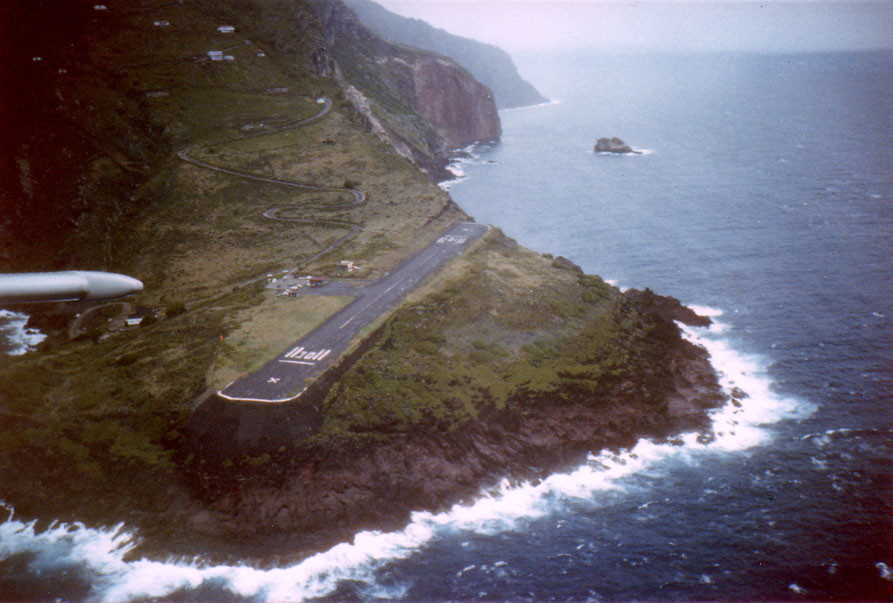
Saba Airport från luften.